# Barbara Frischmuthová
Barbara Frischmuthová (nepřechýleně Barbara Frischmuth; 5. července 1941, Altaussee, Štýrsko – 30. března 2025, Altaussee, Štýrsko) byla rakouská spisovatelka a překladatelka.

## Život a dílo
Něco psát, či vyprávět bylo jejím přáním již odmalička, stejně jako býti zvěrolékařkou, nakonec avšak byla touha věnovat se literatuře silnější. Vyrůstala s matkou, neboť její otec padl za časů druhé světové války v Rusku. Po maturitě vystudovala angličtinu, turečtinu a také maďarštinu na univerzitě v Grazu. Její první literární prvotinou, vydanou v roce 1968, byl román Die Klosterschule.
Je autorkou více než 50 knih. Vedle psaní prózy (románů a povídek), divadelních a rozhlasových her, scénářů se věnuje také překládání z maďarštiny. Jejím prvním překladem z maďarštiny bylo dílo rumunské spisovatelky židovského původu Any Novac, vydané roku 1967 v nakladatelství Suhrkamp Verlag.
Má jednoho syna Floriana Anastasia Grüna (* 1973).

## České překlady
- Stín ztrácející se v slunci (orig. 'Das Verschwinden des Schattens in der Sonne: Roman'). 1. vyd. Praha: Odeon, 1990. 166 S. Překlad: Lucy Topoľská, doslov: Květa Hyršlová

## Ocenění
- 2013 – Čestný odznak Za vědu a umění (německy Österreichische Ehrenkreuz für Wissenschaft und Kunst 1. Klasse[10])